# 오스트레일리아 기상청
오스트레일리아 기상청(Bureau of Meteorology)은 오스트레일리아 연방 정부의 행정 기관에서 오스트레일리아 전역과 주변 지역에 대한 기상 업무를 담당한다. 기상법(Meteorology Act)에 따라 1906년에 설립된 그 이전부터 오스트레일리아의 각 주에 있던 기상 기관을 통합했다. 1908년 1월 1일자로 각 주마다 하던 기상 업무는 공식적으로 연방 기상청에 이관되었다.

## 같이 보기
- 세계기상기구